# Miklós Nyiszli
Miklós Nyiszli (n. 17 iunie 1901, Șimleu Silvaniei, Austro-Ungaria – d. 5 mai 1956, Oradea, România) a fost un medic și autor evreu din Transilvania, de expresie maghiară, supraviețuitor al deportării în lagărele naziste de exterminare.
A studiat în Germania, la Universitatea Friedrich Wilhelm din Breslau (în prezent Wrocław, în Polonia), luându-și diploma de medic în 1929, în specialitatea patologie medico-legală. În 1930 a început să lucreze în Oradea, asistând poliția și tribunalul în elucidarea unor decese suspecte.
La sfârșitul lunii mai 1944 a fost ridicat din Oradea și deportat împreună cu soția sa și fiica de 15 ani la Auschwitz-Birkenau. Aici i-a fost tatuat pe mână numărul de deținut A 8450.
În lagăr a fost silit să asiste la experimentele îngrozitoare ale doctorului Mengele. După încheierea războiului și eliberarea lagărului, Miklós Nyiszli s-a întors la Oradea, unde a scris cartea „Am fost medic la Auschwitz“, în care a notat amintirile dureroase din lagărul de exterminare la Auschwitz. Cartea sa a fost folosită ca parte integrantă a rechizitoriului acuzării în procesul de la Nürnberg.
Profund marcat de experiențele trăite, doctorul Nyiszli Miklos nu a mai profesat niciodată ca medic.

## Publicații
- Dr. Mengele boncoló orvosa voltam az Auschwitz-i krematóriumban, (Nagyvárad (Oradea), 1946);
- Az auschwitzi pokol, 1947;
- Orvos voltam Auschwitzban, apărută postum, în 1964, tradusă în română sub titlul: Am fost medic la Auschwitz, București, Editura pentru Literatură, 1965. În acestă carte relatează experiența dramatică trăită în Lagărul de exterminare Auschwitz. Numeroase alte traduceri, în franceză, engleză, spaniolă, ivrit, germană etc.